# 清水睦子
清水 睦子（しみず むつこ、1955年1月18日 - ）は、日本の元女子バレーボール選手。

## 来歴
静岡県引佐郡三ケ日町（現浜松市浜名区）出身。1970年、日本リーグの全鐘紡（当時）に入部。1978年、全日本入りを果たした。
1979年、主将としてカネボウのリーグ優勝に大きく貢献し、MVP、ベスト6を獲得した。カネボウ監督の上野康夫は、「長年のキャリアがあり、プレーは老獪」と評している。1980年、モスクワオリンピック出場メンバーに選出されたが、西側諸国のボイコットによりオリンピック出場は幻となった。

## 球歴
- 全日本代表 - 1978-1980年

## 受賞歴
- 1979年 - 第12回日本リーグ 最高殊勲選手賞、ベスト6
- 1980年 - 第13回日本リーグ 敢闘賞

## 所属チーム
- 町立三ケ日西部中
- 全鐘紡/鐘紡/カネボウ（1970-1981年）